# 雲南巡撫
雲南巡撫，明稱巡撫雲南兼建昌、畢節等處地方贊理軍務兼督川、貴糧餉，為明朝中后期到清朝設立的一個巡撫職位。

## 沿革
- 正統五年（1440年），建制。
- 正統六年（1441年），罷。
- 正統七年（1442年），恢復。
- 天順元年（1457年），罷。
- 成化十二年（1476年），恢復建制。
- 成化十三年（1477年），罷。
- 成化十六年（1480年），恢復。
- 正德二年（1507年），罷。
- 正德五年（1510年），恢復建制。
- 嘉靖三十八年（1559年），四川巡撫所屬的東川府改屬。
- 隆慶二年（1568年），四川巡撫所屬建昌府、貴州巡撫所屬畢節衛歸屬。[1]。

清朝历任云南巡抚
- 林天擎（1659年—1660年）
- 袁懋功（1660年—1667年）
- 李天浴（1668年—1671年）
- 朱国治（1671年—1673年）
- 李天浴（1679年—1680年）
- 伊闢（1680年—1681年）
- 王继文（1681年—1686年）
- 石琳（1686年—1689年）
- 王继文（1689年—1694年）
- 石文晟（1694年—1704年）
- 佟毓秀（1704年—1706年）
- 郭瑮（1706年—1710年）
- 吴存礼（1710年—1714年）
- 施世纶（1714年—1715年）
- 甘国璧（1715年—1720年）
- 杨名时（1720年—1725年）
- 鄂尔泰（1725年—1726年）
- 朱纲（1727年—1728年）
- 常赉（1728年）
- 沈廷正（1728年—1730年）
- 张允随（1730年—1747年）
- 图尔炳阿（1747年—1749年）
- 岳濬（1749年—1750年）
- 图尔炳阿（1750年）
- 爱必达（1750年—1755年）
- 郭一裕（1755年—1757年）
- 刘藻（1757年—1764年）
- 常钧（1764年—1766年）
- 汤聘（1766年—1767年）
- 鄂宁（1767年—1768年）
- 明德（1768年—1770年）
- 喀宁阿（1769年）
- 彰宝（1769年）
- 诺穆亲（1770年—1772年）
- 李湖（1772年—1775年）
- 李瀚（1775年）
- 裴宗锡（1775年）
- 图思德（1775年—1777年）
- 裴宗锡（1777年—1779年）
- 孙士毅（1779年—1780年）
- 颜希深（1780年）
- 刘秉恬（1780年—1786年）
- 谭尚忠（1786年—1793年）
- 冯光熊（1793年—1795年）
- 姚棻（1795年）
- 江兰（1795年—1799年）
- 初彭龄（1799年—1800年）
- 伊桑阿（1800年）
- 孙曰秉（1800年—1801年）
- 永保（1801年—1808年）
- 章煦（1808年—1819年）
- 同兴（1809年—1810年）
- 孙玉庭（1810年—1815年）
- 陈若霖（1815年—1817年）
- 李尧栋（1817年—1819年）
- 李銮宜（1817年）
- 史致光（1819年—1820年）
- 韩克均（1820年—1825年）
- 伊里布（1825年—1835年）
- 何煊（1835年—1837年）
- 颜伯焘（1837年—1840年）
- 张澧中（1840年—1843年）
- 吴其濬（1843年—1844年）
- 惠吉（1844年）
- 郑祖琛（1844年）
- 梁萼涵（1844年—1846年）
- 陆建瀛（1846年）
- 張日晸（1846年）
- 徐广缙（1846年）
- 程矞采（1846年—1849年）
- 張日晸（1849年—1850年）
- 张亮基（1850年—1852年）
- 黄宗汉（1852年）
- 吳振棫（1852年—1854年）
- 舒兴阿（1854年—1857年）
- 桑春荣（1857年—1858年）
- 张亮基（1858年）
- 徐之铭（1858年—1863年）
- 贾洪诏（1863年—1864年）
- 林鸿年（1864年—1866年）
- 刘岳昭（1866年—1868年）
- 岑毓英（1868年—1876年）
- 文格（1876年）
- 潘鼎新（1876年—1877年）
- 杜瑞联（1877年—1883年）
- 唐炯（1883年—1884年）
- 张凯嵩（1884年—1886年）
- 谭钧培（1886年—1894年）
- 崧蕃（1894年—1895年）
- 魏光焘（1895年）
- 黄槐森（1895年—1897年）
- 裕祥（1897年—1898年）
- 丁振铎（1898年—1901年）
- 李经羲（1901年—1902年）
- 林绍年（1902年—1904年）